# Tân Lâm, Xuyên Mộc
Tân Lâm là một xã thuộc huyện Xuyên Mộc, tỉnh Bà Rịa – Vũng Tàu, Việt Nam.

## Địa lý
Xã Tân Lâm nằm ở phía bắc huyện Xuyên Mộc, có vị trí địa lý:
- Phía đông giáp xã Hòa Hiệp
- Phía tây và phía bắc giáp tỉnh Đồng Nai
- Phía nam giáp xã Bàu Lâm.

Xã có diện tích 85,58 km², dân số năm 2002 là 5.593 người, mật độ dân số đạt 65 người/km².

## Hành chính
Xã Tân Lâm được chia thành 6 ấp: 4B (trung tâm hành chính xã), Bàu Chiên, Bàu Hàm, Bàu Ngứa, Bàu Sôi và Suối Lê.

## Lịch sử
Xã Tân Lâm được thành lập vào ngày 22 tháng 10 năm 2002 trên cơ sở 8.557,995 ha diện tích tự nhiên và 5.593 người của xã Bàu Lâm.